# Бирнбаум, Здзислав
Здзислав Бирнбаум (пол. Zdzisław Aleksander Birnbaum; 28 февраля 1878, Варшава — 27 сентября 1921, Берлин) — польский скрипач и дирижёр еврейского происхождения.
Учился в Варшавском институте музыки у Яна Яковского, затем в Кёнигсберге у Макса Броде, с 1891 года в Берлине у Йозефа Иоахима, Карла Маркеса и Иоганна Крузе и наконец в Брюссельской консерватории у Эжена Изаи.
В 1892 г. дебютировал с Берлинским филармоническим оркестром как солист. Концертировал в различных странах Европы и в США, в 1903—1904 гг. играл в составе Бостонского симфонического оркестра (как Александр Бирнбаум, англ. Alexander Z. Birnbaum).
Вернувшись в Европу в 1904 году, поступил концертмейстером в Гамбургский филармонический оркестр. В том же году дебютировал с тем же оркестром как дирижёр и после первоначального успеха решил отказаться от карьеры инструменталиста и полностью посвятить себя дирижированию. В 1905—1908 гг. возглавлял Симфонический оркестр Лозанны, одновременно дирижировал рядом других швейцарских коллективов. В 1909—1911 гг. вновь работал в США как главный дирижёр Манхэттенской оперы.
С 1911 г. и до конца жизни возглавлял Варшавский филармонический оркестр (с перерывом в 1915—1916 гг., когда оркестр не работал, а Бирнбаум дирижировал в варшавском Большом театре). В 1912 г. в Варшаве и Лодзи дирижировал концертами Яши Хейфеца. Как приглашённый дирижёр выступал в Риге, Париже, Милане и Берлине. В 1916 г. дирижировал премьерой оперы Кароля Ростворовского «Свадьба» (по Ст. Выспянскому), значительно доработав это сочинение. Указывалось, что в варшавский период Бирнбаум покровительствовал Александру Тансману, «был его добрым гением».
Автор многочисленных переложений музыки И. С. Баха, В. А. Моцарта, Л. ван Бетховена, К. М. Вебера, Ф. Шуберта, Ф. Шопена, Р. Шумана для скрипки и фортепиано.
Перевёл на польский язык либретто оперы Моцарта «Свадьба Фигаро» и оперетты Жака Оффенбаха «Орфей в аду», на немецкий язык — либретто оперы П. И. Чайковского «Мазепа».
В конце жизни страдал психическим расстройством; приступ безумия поразил дирижёра прямо на концерте при исполнении сюиты Римского-Корсакова «Шахерезада»: он заметался по подиуму кругами, подавая непонятные музыкантам знаки. После этого был помещён в санаторий под Берлином и покончил с собой, утопившись в озере Ванзе.